# Ґустав Шторм
Ґустав Шторм (норв. Gustav Storm; 18 червня 1845, Рендал — 23 лютого 1903, Крістіанія) — норвезький історик, був професором Королівського університету Фредеріка в Крістіанії з 1877 р. до смерті. Він був рушійною силою в дослідженні скандинавської історії та літератури Середньовіччя.

## Життєпис
Шторм народився в Рендалі, але в тому ж році його батько був призначений парафіяльним священником у Лардалі у Вестфоллі, і сім'я переїхала туди. Коли через п'ять років помер батько, вдова переїхала з дітьми до Крістіанії, де Ґустав склав examen artium у 1862 році. Також він мав брата Йохана, який згодом став професором філології і лінгвістом. Його кузен, Вільгельм Шторм, видатний зоолог, відомий дослідженнями морських тварин у Тронгеймсфйорді.

### Кар'єра
Свій шлях науковця він почав з вивчення філології в університеті. Він склав офіційний іспит з лінгвістичної історії (кандидат філології) у 1868 році. Після іспиту кілька років працював викладачем, але рано почав самостійну наукову роботу в галузі історії та філології.
У 1874 році він захистив докторську дисертацію за темою «Легенди про Карла Великого та Тідрека Бернського з народом Північної Європи». У 1875 році він став університетським стипендіатом з історії, і в тому ж році подав заяву на посаду професора історії після Олуфа Рюга, але програв у конкуренції з Людвігом Людвігсеном Даа. У 1877 році його призначили на посаду професора, яка стала вакантною після нього.
У наступні роки Шторм посідає центральне місце в університетському викладанні та в історичних дослідженнях. З 1886 р. і до самої смерті він був головою комісії по джерелах, а з 1899 р. — Норвезької історичної асоціації. Він також відігравав роль в науковій спільноті у ширшому масштабі: він був членом і протягом багатьох років (1884—1903) генеральним секретарем Наукового товариства в Крістіанії (нині Норвезька академія наук).
Ґустав Шторм був членом Det Kongelige Norske Videnskabers Selskab з 1883 року та кількох іноземних наукових товариств. У 1891 році він був призначений кавалером 1-го класу ордена Святого Олафа, згодом став також кавалером шведського ордена Полярної зірки та іспанського ордена Ізабелли Католички.

## Науковий доробок

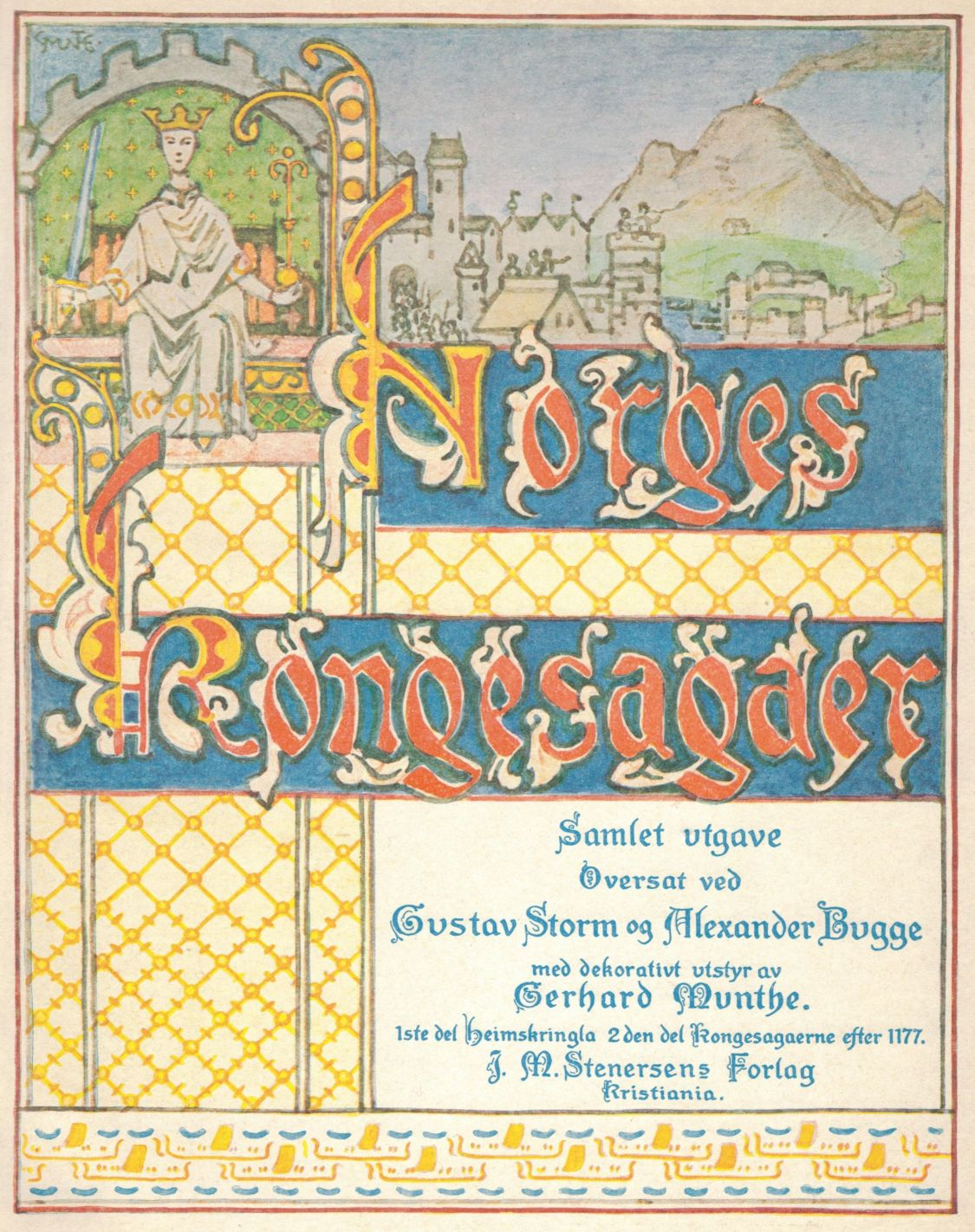
«Коло Земне» в перекладі Ґустава Шторма і Олександра Буґе, ілюстрації Ґерхарда Мюнте

Його історичний метод передусім полягав у проведенні критичного дослідження джерел згідно з фіксованими методологічними правилами. Тут на нього вплинули імпульси нових критично-наукових і сильно методологічно обізнаних течій у європейських історичних дослідженнях, так само як і трохи молодший данський історик Крістіан Ерслев. Шторм зазнав цього впливу під час свого візиту до Берлінського університету в 1875 році.
У цей час проблеми епохи вікінгів були в центрі історичної дискусії, в якій Шторм відігравав провідну роль. Значна частина його внеску тут пов'язана з його опозицією до поглядів данських істориків. В ході протистоянь він критично опрацьовував великі об'єми історичних даних, наполягаючи на своїй точці зору.
Центральний комплекс проблем в історії епохи саг стосувався становища аристократії. У своїй відправній точці він відкинув свідчення Сноррі про систему управління Гаральда Прекрасноволосого та розрахунки, які базувалися на цій основі. У своїх подальших дослідженнях він провів детальний перелік усіх лендманів, згаданих у джерелах у різний час, і прийшов до висновку, що кількість має бути досить суттєво скорочена в порівнянні з загальноприйнятими уявленнями. Він також припускав, що в колі великих людей існував постійно зростаючий соціальний поділ, «розділення між королівською і сільською аристократіями».

## Обрані праці
- Om den gamle norrøne literatur (1869)
- Norges, Sveriges og Danmarks Historie for Gymnasierne (1872)
- Snorre Sturlassons historieskrivning (1873)
- Sagnkretsene om Karl den Store og Didrik af Bern hos de nordiske folk (1874)
- Ragnar Lodbrok og Lodbrokssønnerne (1877)
- Kritiske bidrag til vikingetidens historie (1878)
- Vikingetidens tidligste udgangspunkter (1879)
- Om Рeder Claussøn Friis og hans Skrifter (1881)
- Maria Stuart (1891)
- Christofer Columbus og Amerikas opdagelse (1892)
- Olav den Hellige (1893)
- Norges gamle Vaaben, Farver og Flag (1894)
- Dronning Margretes valg i Norge (1900)

### Інше
- Герхард Гран: «Gustav Storm», i Norsk aandsliv i hundrede aar III. Kristiania: Aschehoug (1919)